# غوديسون بارك
غوديسون بارك (بالإنكليزية: Goodison Park) هو ملعب كرة قدم في والتون، ليفربول، إنجلترا. يعتبر الملعب الرئيسي لنادي إيفرتون منذ الانتهاء من بنائه عام 1892 وهو واحد من أول ملعب كرة القدم المبنية. تم بناء الملعب في منطقة سكنية تخدمها السكك الحديدية وخدمات الحافلات العادية على بعد ميلين (3 كم) من وسط مدينة ليفربول.
شهد ملعب غوديسون عدة تغييرات على مر السنين وفي الوقت الحاضر لديه سعة 40,157 مقعد.

## وصلات خارجية
- "Goodison+Park" غوديسون بارك على
- غودسيون بارك